# タイラー・スミス (2004年生のバスケットボール選手)
タイラー・スミス（Tyler Smith, 2004年11月2日 - ）は、アメリカ合衆国・ルイジアナ州ニューオーリンズ出身のプロバスケットボール選手。NBAのミルウォーキー・バックスに所属している。ポジションはパワーフォワード。

## 経歴

### 生い立ち・ハイスクール
2004年にルイジアナ州ニューオーリンズにて生まれたが、翌年に発生したハリケーン・カトリーナの影響により家族でテキサス州ヒューストンへ引っ越した。
高校時代は世代最高の選手の一人として主要サイトから5つ星評価され、カンザス大学やベイラー大学などからオファーを受けていた。

### オーバータイム・エリート
2021年8月22日に大学へは進学せず、新たに創設されたプロリーグのオーバータイム・エリートと2年契約を結んだ。
2022-23シーズンはコールド・ハーツでプレーして平均15.7得点・8リバウンド・1.9スティールを記録し、オールOTEセカンドチームに選出された。

### NBAGリーグ・イグナイト
2023年7月30日にNBAGリーグ・イグナイトと契約した。

### ミルウォーキー・バックス
2024年のNBAドラフトにて2巡目全体33位でミルウォーキー・バックスから指名され、7月5日に契約を結んだ。

## 個人成績

### NBA

#### レギュラーシーズン
| シーズン | チーム | GP | GS | MPG | FG%  | 3P%  | FT%  | RPG | APG | SPG | BPG | PPG |
| -------- | ------ | -- | -- | --- | ---- | ---- | ---- | --- | --- | --- | --- | --- |
| 2024–25  | MIL    | 23 | 0  | 5.3 | .480 | .433 | .750 | 1.1 | .2  | .1  | .2  | 2.9 |
| 通算     | 通算   | 23 | 0  | 5.3 | .480 | .433 | .750 | 1.1 | .2  | .1  | .2  | 2.9 |